# Дмитровская (станция метро)
«Дми́тровская» — станция Московского метрополитена на Серпуховско-Тимирязевской линии. Выходы станции ведут в Бутырский (СВАО) и Савёловский (САО) районы. Открыта в марте 1991 года в составе участка «Савёловская» — «Отрадное». Пилонная трёхсводчатая станция глубокого заложения с одной островной платформой.

## История и происхождение названия
Станция открыта 7 марта 1991 года в составе участка «Савёловская» — «Отрадное», после ввода в эксплуатацию которого в Московском метрополитене стало 148 станций. Названа в честь проходящего параллельно шоссе, ведущего в подмосковный город Дмитров.

## Архитектура и оформление
Пилонная трёхсводчатая станция глубокого заложения (глубина заложения — 59 метров). Часть пилонов на станции не раскрыты из-за сложной геологической ситуации (по другой версии — из-за недостатка средств на закупку специальных тюбингов).
В отделке путевых стен и станционного зала использован красный мрамор. На торцевой стене зала и над входом на эскалатор размещены литые барельефы на тему обороны Москвы в 1941 году (скульптор Ф. Д. Фивейский). Пол выложен красным и чёрным гранитом.

## Вестибюли и пересадки
Выход в город через подземные переходы на Дмитровское шоссе и Бутырскую улицу, к одноимённой железнодорожной платформе Рижского направления Московской железной дороги, которая вошла в состав второго московского центрального диаметра МЦД-2.

## Станция в цифрах
- Пассажиропоток по станции за сутки (1999 год)
  - 38 710 человек.
- Пассажиропоток по вестибюлям за сутки (2002 год)
  - На вход — 42 100 человек;
  - На выход — 42 300 человек.
- Таблица времени прохождения первого поезда через станцию[5]:

| По чётным числам                  | Будние дни | Выходные дни |
| По нечётным числам                | Будние дни | Выходные дни |
| В сторону станции «Тимирязевская» | 06:02      | 06:02        |
| В сторону станции «Тимирязевская» | 06:02      | 06:02        |
| В сторону станции «Савёловская»   | 05:36      | 05:39        |
| В сторону станции «Савёловская»   | 05:36      | 05:39        |

## Галерея
| - Поезд на станции - Посадочная платформа - Название станции на путевой стене - Глухой торец - Литой барельеф - Наклонный ход - Боковой зал - Центральный зал - Кассовый зал |

## Наземный общественный транспорт

### Городской
На этой станции можно пересесть на следующие маршруты городского пассажирского транспорта:
- Автобусы: м40, 427, 447, с543, т29, т78, н10
- Трамваи: 27, 29

### Областной
- 310 Талдом —  Савёловская
- 415 Дубна —  Савёловская